# Palácio Montecitório
Palácio Montecitório (em italiano: Palazzo di Montecitorio) é um palácio italiano localizado em Roma. Actualmente acolhe a sede da Câmara dos Deputados da Itália. Antigamente era conhecido como Palazzo della Curia Innocenziana ou apenas como Curia Innocenziana ("Cúria de Inocêncio").

## História
O edifício foi originariamente desenhado por Gian Lorenzo Bernini para o jovem cardeal Ludovisi, sobrinho do papa Gregório XV. No entanto, com a morte de Gregório XV, em 1623, as obras pararam, sendo retomadas somente durante o papado do papa Inocênciao X, quando foi concluído pelo arquitecto Carlo Fontana, o qual modificou o plano de Bernini com a adição de um campanário sobre a entrada principal.
Em 1696, a Cúria Apostólica (tribunal de justiça papal) foi instalada no palácio. Mais tarde, o Palácio Montecitório serviu de sede ao Governo de Roma (em italiano: Governatorato di Roma; a administração da cidade durante o período fascista) e de quartel-general da policia. O obelisco escavado do Solário de Augusto (em latim: Solarium Augusti), actualmente conhecido como Obelisco de Montecitório, foi instalado em frente ao palácio pelo papa Pio VI, em 1789.

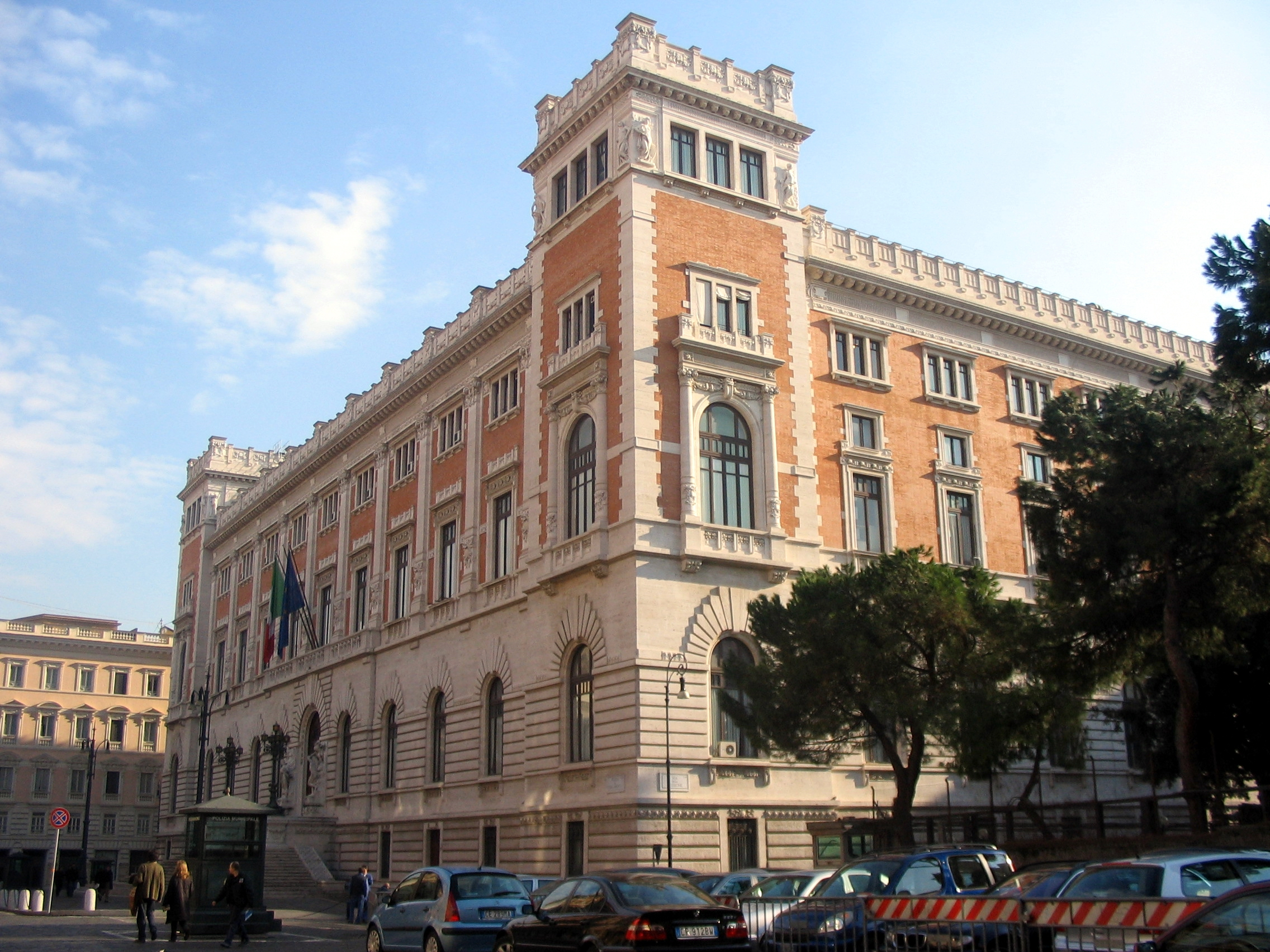
Traseiras do Palácio Montecitório.

Com o Risorgimento, em 1861, e a transferência da capital para Roma, em 1870, o Palácio Montecitório foi escolhido como sede da Câmara dos Deputados, depois de consideradas várias possibilidades. O antigo pátio interno foi coberto e convertido numa sala de assembleias semi-circular. No entanto, o palácio original não tinha sido adaptado para o seu novo papel, pelo que foi reconstruído no início da década de 1900, restando apenas a fachada intacta. O arquitecto responsável pela obra, Ernesto Basile, era um defensor da Art Nouveau. Basile acrescentou o chamado "Transatlântico", o longo e impressionante salão que rodeia a câmara de debates e que, atualmente, atua como centro informal das políticas italianas.
A câmara de debates é caracterizada por numerosas decorações ao estilo da Art Nouveau: o impressionante tecto de vidro colorido (obra de Giovanni Beltrami); o friso pictórico intitulado "o Povo Italiano" (por Giulio Aristide Sartorio), o qual rodeia a câmara; as figuras de bronze que rodeiam os bancos do presidente e do governo e os painéis representando " a Glória da Dinastia Saboiana", por Davide Calandra.

## Galeria

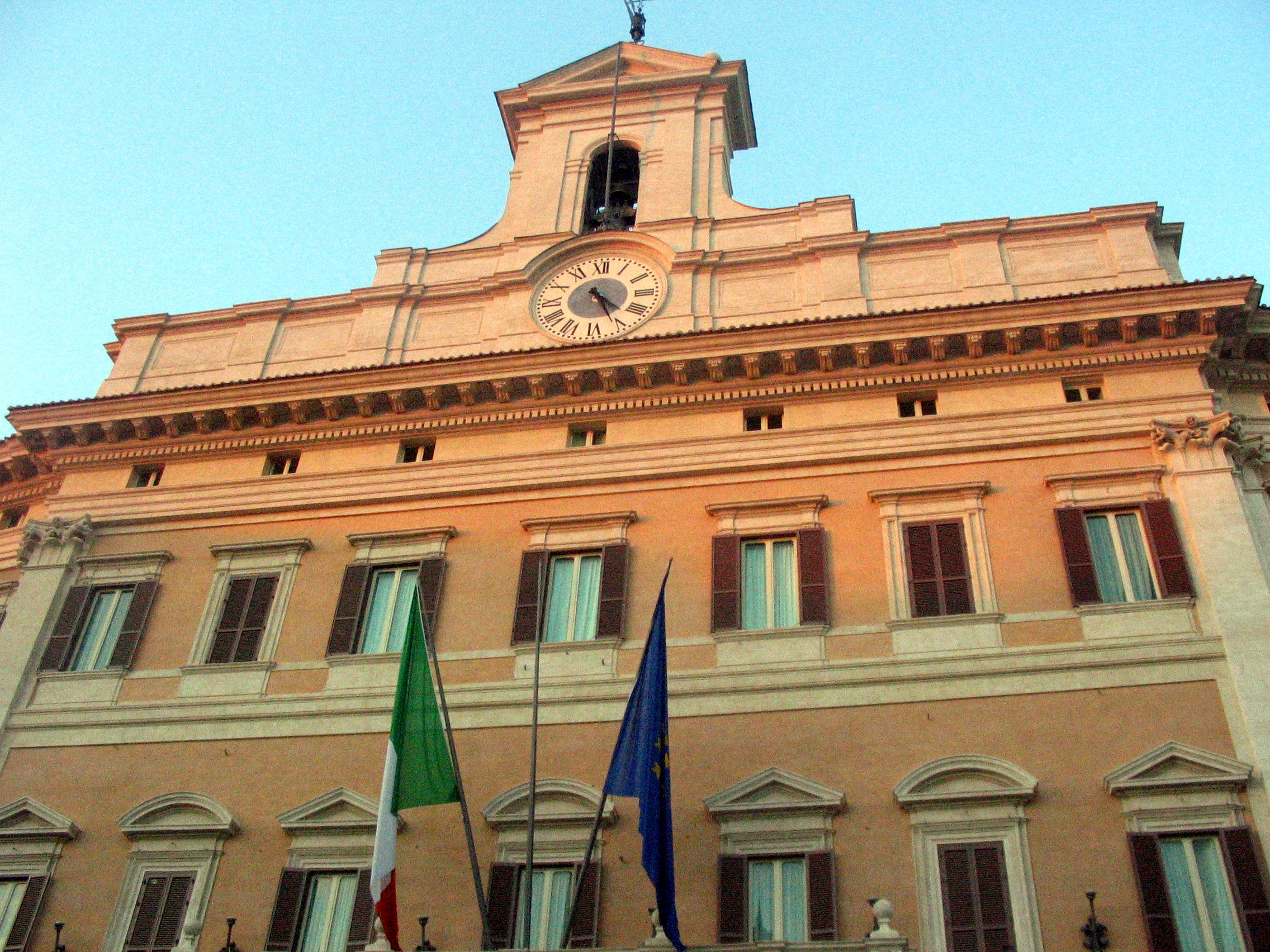
Fachada
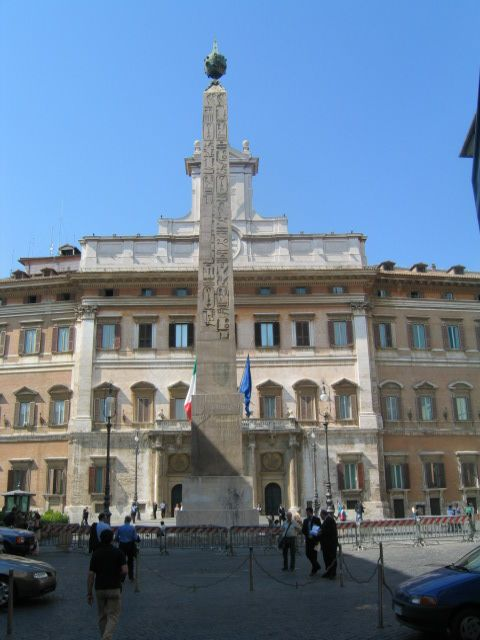
Vista da fachada com o Obelisco de Montecitório em primeiro plano
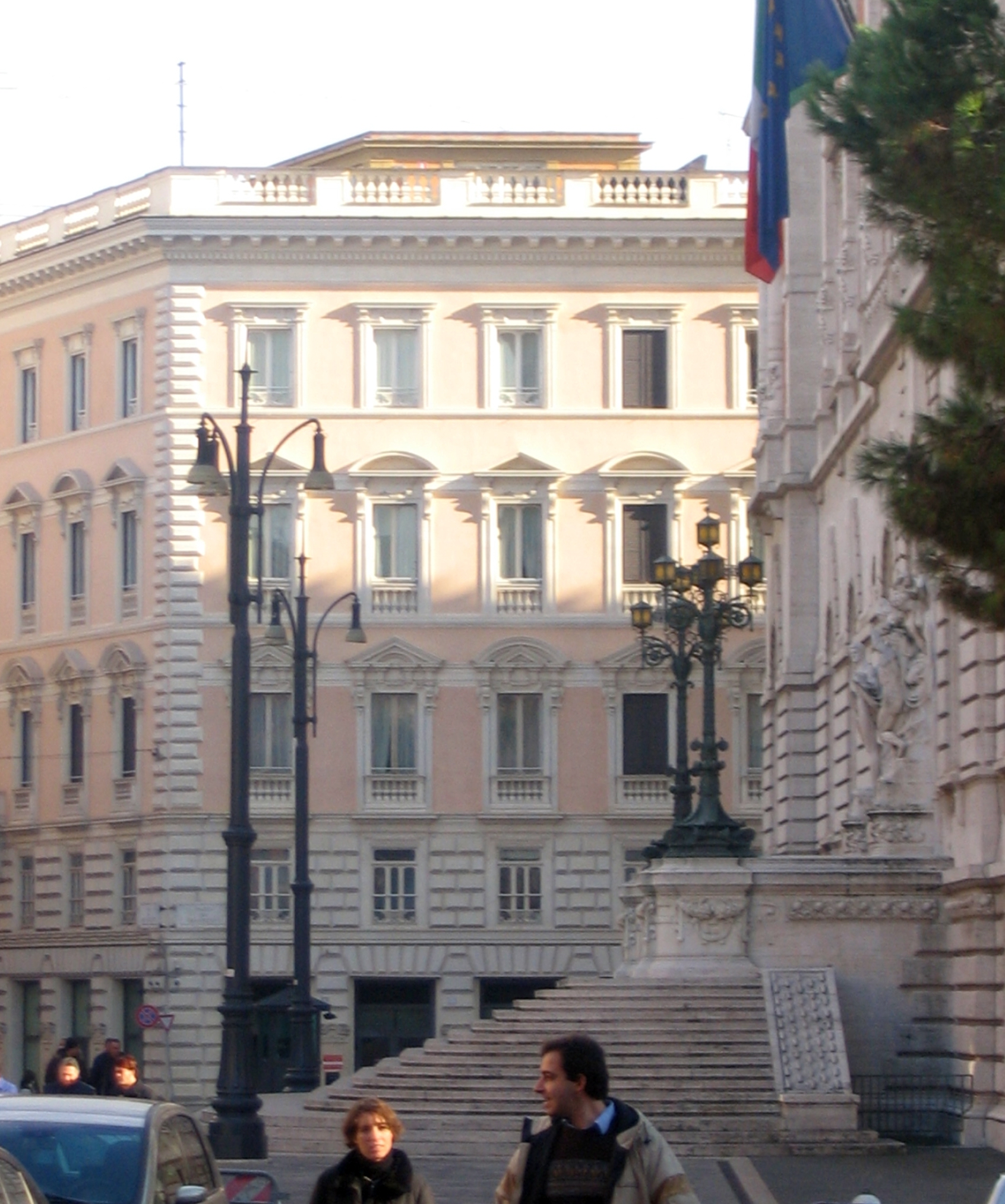
Escadas da fachada traseira, na Piazza del Parlamento
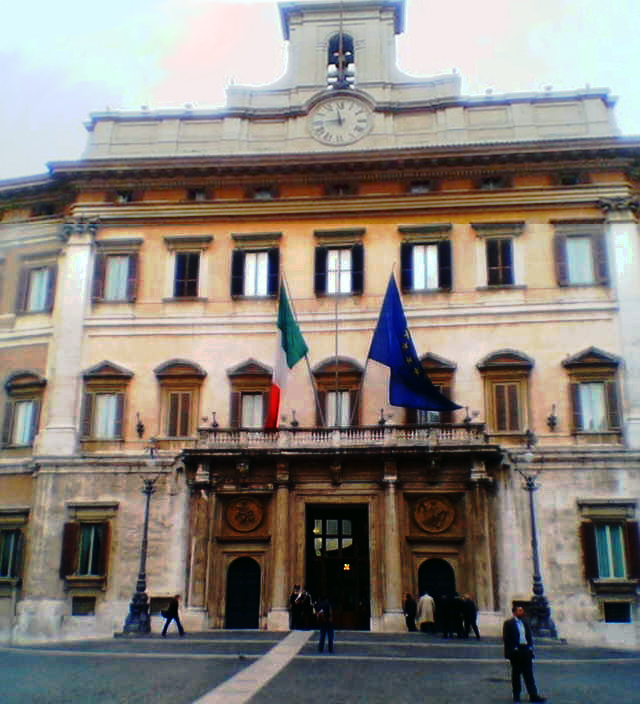
Fachada